# میکوتیول
میکوتیول (به انگلیسی: Mycothiol) با فرمول شیمیایی C۱۷H۳۰N۲O۱۲S یک ترکیب شیمیایی با شناسه پاب‌کم ۴۴۱۱۴۸ است.